# Litobranchus fowleri
Litobranchus fowleri är en fiskart som först beskrevs av Herre, 1936.  Litobranchus fowleri ingår i släktet Litobranchus och familjen Blenniidae. Inga underarter finns listade i Catalogue of Life.